# The Bothy Band
The Bothy Band fue un grupo de música tradicional irlandesa.

## Historia
La agrupación se formó a finales de 1974 a partir de un evento musical celebrado con motivo del vigésimo quinto aniversario del sello discográfico Gael Linn. Durante los siguientes cinco años de carrera musical de The Bothy Band, el grupo se erigió como punto de referencia para el desarrollo de la música tradicional irlandesa de las siguientes décadas.
La formación original estuvo compuesta por Paddy Glackin al fiddle y Tony MacMahon al acordeón, pero ninguno de ellos estaba preparado para tomar parte en una carrera musical como ocupación principal. El núcleo de miembros de la banda hasta su desaparición estuvo compuesto por Matt Molloy, flauta y tin whistle; Paddy Keenan, gaita irlandesa y tin whistle; Dónal Lunny, bouzouki, guitarra, bodhrán y producción; Tríona Ní Dhomhnaill, clavicordio, clavinet y voz; y Mícheál Ó Domhnaill, guitarra y voz. Tommy Peoples sustituyó a Paddy Glackin en un primer momento, para ser sustituido por Kevin Burke en mayo de 1976.
Su homónimo primer álbum de 1975 (reeditado más tarde como 1975: The First Album) suscitó el reconocimiento por parte de la crítica. Su segundo trabajo, Old Hag You Have Killed Me, de 1976, ayudó a que aumentara el número de seguidores del grupo. Fue seguido por Out of the Wind, Into the Sun, que fue su última grabación de estudio aunque tuvo continuación en un álbum en directo grabado en París, titulado Afterhours. En 1994 se lanzaron al mercado dos conciertos inéditos hasta entonces, de 1976 y 1978, bajo el título BBC Radio One - The Bothy Band: Live in Concert.  Después de la disolución de la banda, algunos de los miembros se asociaron para dar lugar a algunos de los grupos más influyentes de la música irlandesa de las siguientes dos décadas, como Relativity, Touchstone, Nightnoise, Moving Hearts o Patrick Street. Otros miembros se asociaron a bandas ya existentes, como Matt Molloy, que se sumó a la formación de The Chieftains, o Donal Lunny, que le dedicó más tiempo a Planxty, a la cual pertenecía al mismo tiempo que a The Bothy Band.
El componente de la banda Mícheál Ó Domhnaill falleció en 2006. El resto de miembros de la antigua formación se reunieron en un concierto en tributo a su memoria, "A gig for Mícheál", el 24 de mayo de 2007.

## Discografía
- 1975 The Bothy Band
- 1976 Old Hag You Have Killed Me
- 1977 Out Of The Wind, Into the Sun
- 1979 After Hours (Live in Paris)
- 1983 Best Of The Bothy Band
- 1995 The Bothy Band - Live in Concert